# Bo Bo Aung
 (mars 2025).

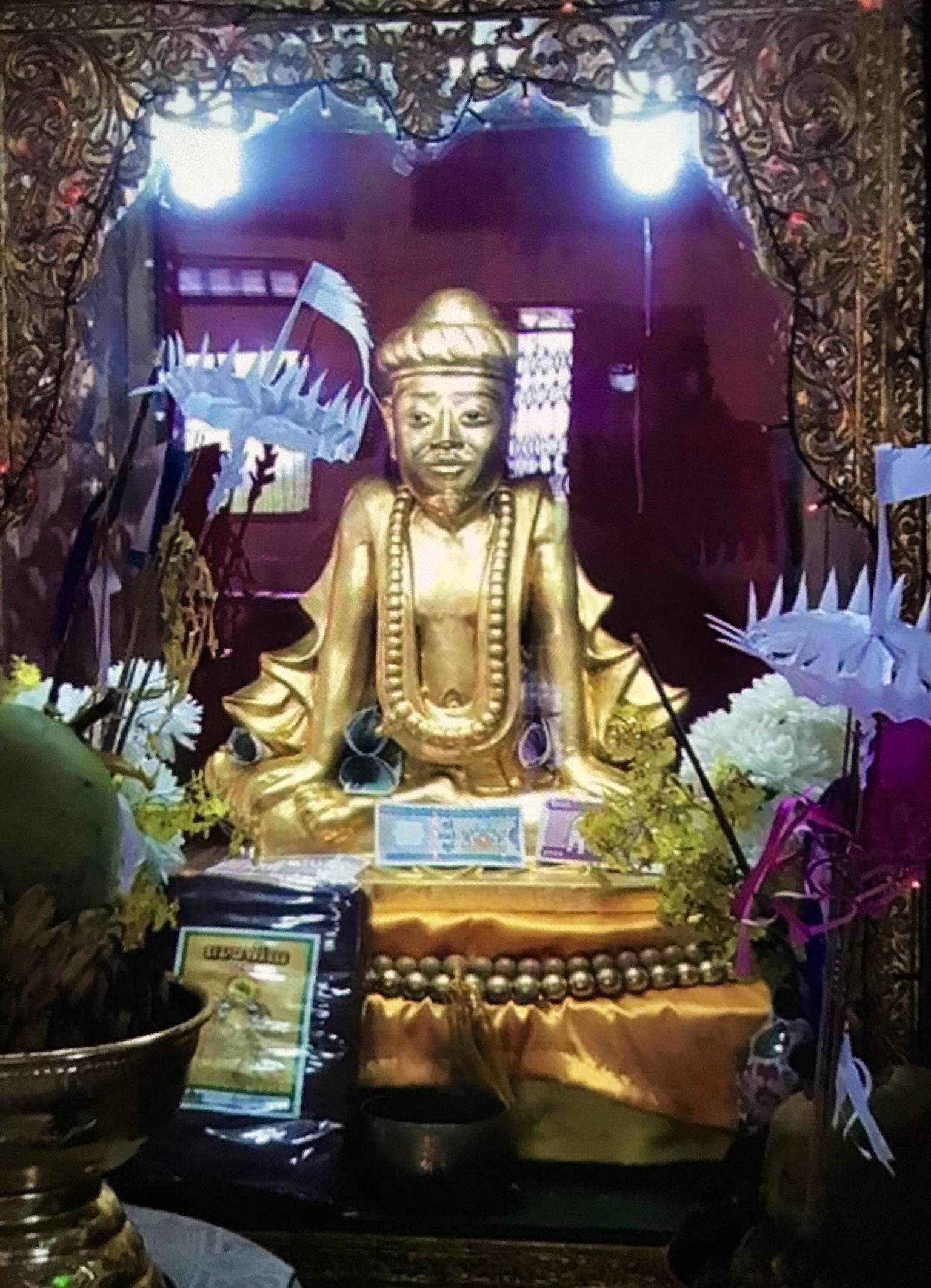
Statue de Bo Bo Aung.

Bo Bo Aung (birman : ဘိုးဘိုးအောင်) est un éminent weizza (en), ou sorcier birman (birman : ဝိဇ္ဇာ ; pali : vijjādhara), originaire de Sagaing, qui vit en Birmanie sous la dynastie Konbaung (XVIIIe siècle). On l'appelle aussi Maung Aung, ou "Maître Victoire". Il aurait vécu environ 200 ans. On lui attribue la création du mouvement weizza moderne lorsqu'il découvre des manuscrits révélant les secrets des weizzas et maîtrise l'art du qi,. "Bo Bo" est un titre honorifique birman courant qui se traduit par "oncle".

## Biographie

### Enfance
La date de naissance exacte d'Aung est inconnue, bien qu'il soit camarade de classe du futur roi Bodawpaya, né en 1745, et du futur Sayadaw Taungpila. À sa naissance, Aung s'appelle Pho Aung. Son père est Pho Myat San et sa mère Mae Nyein Yar. En raison du manque de ressources financières de ses parents, Aung souffre de malnutrition durant son enfance. Il souffre alors d'une maladie de peau et est raillé par ses camarades, qui le surnomment "Maung Wei" ("Maung" signifie "adolescent" et "wei" est un mot birman pour la gale).

### Rêve du Sayadaw
Un jour, alors que le Sayadaw Kye Ni fait sa sieste, il rêve qu'il est réveillé par un saint homme vêtu de blanc. Dans son rêve, l'homme en blanc le conduit au lac à l'arrière du monastère, lui indique un endroit précis du lac, puis disparait. À son réveil, le Sayadaw a l'impression que son rêve était réel. Quelques jours plus tard, repensant à son rêve, il se rend au lac pour examiner à nouveau l'endroit indiqué par l'homme en robe blanche. Arrivé au bord du lac, il sent quelque chose dans l'eau, sous un arbre. Il découvre un manuscrit en cuivre, qu'il lave et emporte au monastère.

### L'oreiller sale
Peu de temps après, le Sayadaw meurt. Il est incinéré et sa dépouille est enterrée. Ses trois principaux disciples commencent à se partager ses biens. Le nouveau Sayadaw lance en plaisantant un vieil oreiller à Aung, lui expliquant qu'il s'agit de l'héritage qu'il a reçu de l'ancien Sayadaw. Par respect, Aung l'accepte. Il s'en sert pour équilibrer son coude tandis qu'il écrit par terre. L'oreiller finit par se déchirer et il voit qu'il y a quelque chose de dur à l'intérieur. Plus tard, il entend des sages discuter du manuscrit en cuivre perdu de l'ancien Sayadaw.

## Tentative d'assassinat

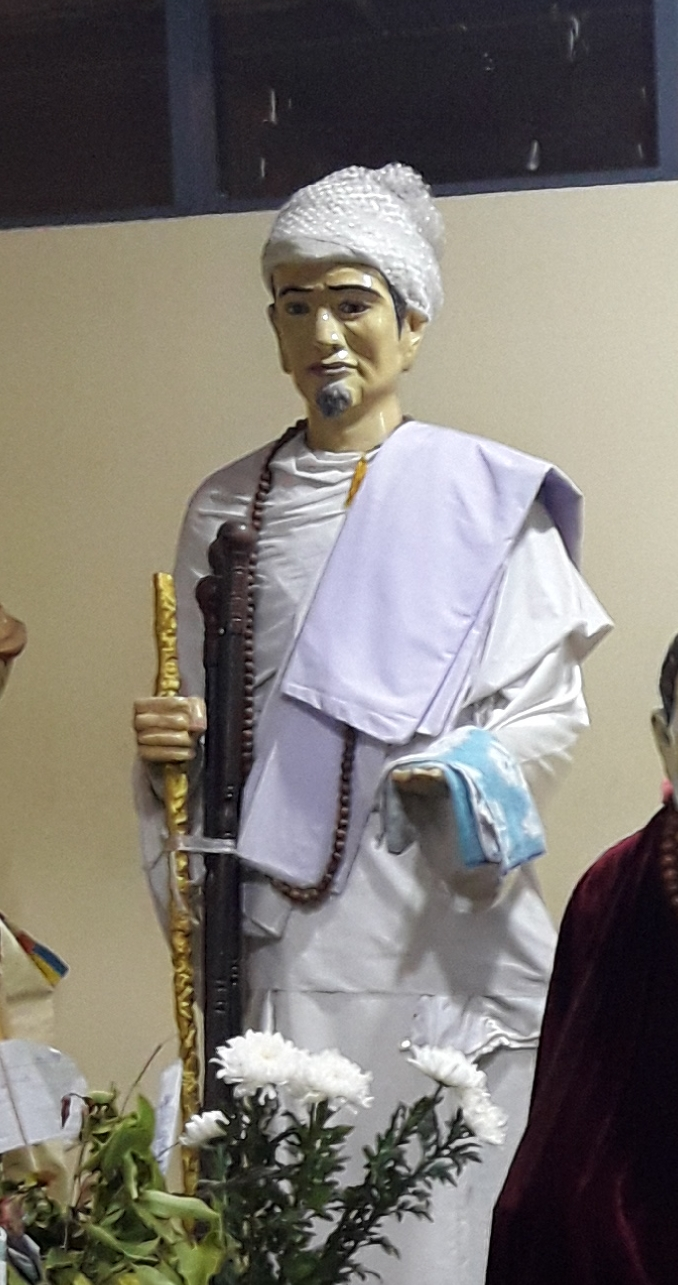
Statue de Bo Bo Aung.

Quand Aung devient un puissant weizza, son ancien camarade de classe, le roi Bodawpaya, tente de le faire assassiner parce qu'il refuse de le reconnaître comme le futur Bouddha, Maitreya. Il envoie d'abord une équipe de soldats à la recherche d'Aung. Les soldats le supplient de revenir avec eux, disant qu'ils seront tués s'ils trahissent le roi. Aung ordonne aux soldats d'envoyer un rapport au roi indiquant qu'ils l'ont capturé et l'ont enchaîné au fond de leur bateau. Il leur promet qu'il apparaîtra dans le bateau à son arrivée à la capitale.
Les soldats obéissent. Lorsque leur bateau atteint la capitale deux semaines plus tard, ils trouvent Aung étendu au fond, enchaîné. Bodawpaya rassemble son peuple pour assister à l'exécution. Il ordonne aux bourreaux de jeter Aung dans un fossé profond et de l'enterrer vivant. Plus tard dans la soirée, alors que Bodawpaya rencontre ses ministres, Aung apparait. Il explique au roi qu'il est un faux ami et lui rappelle qu'ils se sont juré une amitié éternelle. Il lui dit qu'il ne veut pas s'emparer de son royaume. Il trace un cercle à la craie sur le sol du palais et lance un défi au roi. Il lui ordonne d'effacer le dessin à la craie du sol. Le roi, rempli de honte et de colère, efface le cercle, mais deux autres apparaissent. Il continue d'essayer d'effacer les cercles à la craie jusqu'à ce que le sol du palais en soit couvert de centaines. Aung réprimande de nouveau le roi, qui le supplie de protéger sa famille. Aung jure de le faire, puis disparait.

## Héritage
De nombreux bouddhistes birmans croient qu'Aung n'est jamais mort, mais qu'il demeure sur Terre pour attendre l'apparition du futur Bouddha, Maitreya, et protéger le Dharma. Ils croient qu'il est disponible pour aider les laïcs pieux dans leurs luttes quotidiennes. Il est souvent accompagné d'une statue de Bo Min Gaung (en), un autre weizza éminent, sur les autels bouddhistes de Birmanie.

### Mouvement pour la liberté
Dans la première moitié du XXe siècle, de nombreux bouddhistes birmans associent Aung au Mouvement pour la liberté, un mouvement social birman anticolonial luttant contre la domination britannique en Birmanie. Ce mouvement cherche à exploiter ses pouvoirs mystiques de weizzas. Bogyoke Aung San (le père d'Aung San Suu Kyi) est considéré comme la réincarnation d'Aung lui-même.